# Gran Premio di superbike di Brno 2011
Il Gran Premio di superbike di Brno 2011 è l'ottava prova del mondiale superbike 2011, nello stesso fine settimana si corre il settimo gran premio stagionale del mondiale supersport 2011 e il quinto della Superstock 1000 FIM Cup. Ha registrato nelle due gare di Superbike rispettivamente le vittorie di Marco Melandri e Max Biaggi, di Gino Rea in Supersport e di Sylvain Barrier in Superstock 1000.

## Superbike
James Toseland, pilota del team BMW Motorrad Italia, dopo aver preso parte alle prime prove libere, viene sostituito a partire dalla prima sessione di qualifica da Lorenzo Lanzi.

### Gara 1[2]

#### Arrivati al traguardo
| Pos. | Nº  | Pilota           | Squadra                  | Motocicletta         | Giri | Tempo     | Griglia | Punti |
| ---- | --- | ---------------- | ------------------------ | -------------------- | ---- | --------- | ------- | ----- |
| 1º   | 33  | Marco Melandri   | Yamaha World Superbike   | Yamaha YZF R1        | 20   | 40:23.699 | 2º      | 25    |
| 2º   | 1   | Max Biaggi       | Aprilia Alitalia Racing  | Aprilia RSV4 Factory | 20   | +0.241    | 1º      | 20    |
| 3º   | 7   | Carlos Checa     | Althea Racing            | Ducati 1098R         | 20   | +0.436    | 3º      | 16    |
| 4º   | 84  | Michel Fabrizio  | Suzuki Alstare           | Suzuki GSX-R1000     | 20   | +8.448    | 6º      | 13    |
| 5º   | 58  | Eugene Laverty   | Yamaha World Superbike   | Yamaha YZF R1        | 20   | +11.863   | 4º      | 11    |
| 6º   | 86  | Ayrton Badovini  | BMW Motorrad Italia      | BMW S1000 RR         | 20   | +16.374   | 9º      | 10    |
| 7º   | 2   | Leon Camier      | Aprilia Alitalia Racing  | Aprilia RSV4 Factory | 20   | +20.075   | 7º      | 9     |
| 8º   | 91  | Leon Haslam      | BMW Motorrad Motorsport  | BMW S1000 RR         | 20   | +21.399   | 13º     | 8     |
| 9º   | 17  | Joan Lascorz     | Kawasaki Racing          | Kawasaki ZX-10R      | 20   | +21.555   | 19º     | 7     |
| 10º  | 66  | Tom Sykes        | Kawasaki Racing          | Kawasaki ZX-10R      | 20   | +22.330   | 8º      | 6     |
| 11º  | 96  | Jakub Smrž       | Effenbert-Liberty Racing | Ducati 1098R         | 20   | +22.494   | 5º      | 5     |
| 12º  | 41  | Noriyuki Haga    | PATA Racing Team Aprilia | Aprilia RSV4 Factory | 20   | +24.710   | 14º     | 4     |
| 13º  | 121 | Maxime Berger    | Supersonic Racing        | Ducati 1098R         | 20   | +27.958   | 12º     | 3     |
| 14º  | 44  | Roberto Rolfo    | Team Pedercini           | Kawasaki ZX-10R      | 20   | +31.724   | 18º     | 2     |
| 15º  | 22  | Alexander Lowes  | Castrol Honda            | Honda CBR1000RR      | 20   | +31.998   | 21º     | 1     |
| 16º  | 8   | Mark Aitchison   | Team Pedercini           | Kawasaki ZX-10R      | 20   | +34.771   | 11º     |       |
| 17º  | 57  | Lorenzo Lanzi    | BMW Motorrad Italia      | BMW S1000 RR         | 20   | +36.582   | 15º     |       |
| 18º  | 77  | Chris Vermeulen  | Kawasaki Racing          | Kawasaki ZX-10R      | 20   | +45.690   | 20º     |       |
| 19º  | 13  | Viktor Kispataki | Prop-tech ltd.           | Honda CBR1000RR      | 20   | +1:28.907 | 22º     |       |
| 20º  | 50  | Sylvain Guintoli | Effenbert-Liberty Racing | Ducati 1098R         | 19   | +1 giro   | 10º     |       |

#### Ritirati
| Nº  | Pilota         | Squadra       | Motocicletta    | Giri | Griglia |
| --- | -------------- | ------------- | --------------- | ---- | ------- |
| 15  | Matteo Baiocco | Barni Racing  | Ducati 1098R    | 12   | 16º     |
| 111 | Rubén Xaus     | Castrol Honda | Honda CBR1000RR | 0    | 17º     |

### Gara 2[3]

#### Arrivati al traguardo
| Pos. | Nº | Pilota           | Squadra                  | Motocicletta         | Giri | Tempo     | Griglia | Punti |
| ---- | -- | ---------------- | ------------------------ | -------------------- | ---- | --------- | ------- | ----- |
| 1º   | 1  | Max Biaggi       | Aprilia Alitalia Racing  | Aprilia RSV4 Factory | 20   | 40:21.646 | 1º      | 25    |
| 2º   | 33 | Marco Melandri   | Yamaha World Superbike   | Yamaha YZF R1        | 20   | +0.222    | 2º      | 20    |
| 3º   | 7  | Carlos Checa     | Althea Racing            | Ducati 1098R         | 20   | +3.558    | 3º      | 16    |
| 4º   | 84 | Michel Fabrizio  | Suzuki Alstare           | Suzuki GSX-R1000     | 20   | +7.863    | 6º      | 13    |
| 5º   | 58 | Eugene Laverty   | Yamaha World Superbike   | Yamaha YZF R1        | 20   | +8.534    | 4º      | 11    |
| 6º   | 86 | Ayrton Badovini  | BMW Motorrad Italia      | BMW S1000 RR         | 20   | +18.085   | 9º      | 10    |
| 7º   | 91 | Leon Haslam      | BMW Motorrad Motorsport  | BMW S1000 RR         | 20   | +21.650   | 13º     | 9     |
| 8º   | 17 | Joan Lascorz     | Kawasaki Racing          | Kawasaki ZX-10R      | 20   | +21.862   | 18º     | 8     |
| 9º   | 50 | Sylvain Guintoli | Effenbert-Liberty Racing | Ducati 1098R         | 20   | +25.306   | 10º     | 7     |
| 10º  | 41 | Noriyuki Haga    | PATA Racing Team Aprilia | Aprilia RSV4 Factory | 20   | +27.366   | 14º     | 6     |
| 11º  | 44 | Roberto Rolfo    | Team Pedercini           | Kawasaki ZX-10R      | 20   | +33.716   | 18º     | 5     |
| 12º  | 8  | Mark Aitchison   | Team Pedercini           | Kawasaki ZX-10R      | 20   | +36.549   | 11º     | 4     |
| 13º  | 57 | Lorenzo Lanzi    | BMW Motorrad Italia      | BMW S1000 RR         | 20   | +37.468   | 15º     | 3     |
| 14º  | 66 | Tom Sykes        | Kawasaki Racing          | Kawasaki ZX-10R      | 20   | +46.878   | 8º      | 2     |
| 15º  | 13 | Viktor Kispataki | Prop-tech ltd.           | Honda CBR1000RR      | 20   | +1:38.074 | 21º     | 1     |

#### Ritirati
| Nº  | Pilota          | Squadra                  | Motocicletta         | Giri | Griglia |
| --- | --------------- | ------------------------ | -------------------- | ---- | ------- |
| 121 | Maxime Berger   | Supersonic Racing        | Ducati 1098R         | 15   | 12º     |
| 2   | Leon Camier     | Aprilia Alitalia Racing  | Aprilia RSV4 Factory | 14   | 7º      |
| 96  | Jakub Smrž      | Effenbert-Liberty Racing | Ducati 1098R         | 12   | 5º      |
| 15  | Matteo Baiocco  | Barni Racing             | Ducati 1098R         | 9    | 16º     |
| 22  | Alexander Lowes | Castrol Honda            | Honda CBR1000RR      | 5    | 20º     |

#### Non partiti
| Nº  | Pilota          | Squadra         | Motocicletta    | Griglia |
| --- | --------------- | --------------- | --------------- | ------- |
| 77  | Chris Vermeulen | Kawasaki Racing | Kawasaki ZX-10R | 19º     |
| 111 | Rubén Xaus      | Castrol Honda   | Honda CBR1000RR |         |

## Supersport[4]
La gara è stata interrotta con la bandiera rossa nel corso del 17º dei 18 giri previsti per le cadute di Robbin Harms (con perdita d'olio in pista) e di Ondřej Ježek, ed è stata dichiarata conclusa; il risultato finale è basato sulla classifica dopo 15 giri.

### Arrivati al traguardo
| Pos. | Nº  | Pilota             | Squadra                  | Motocicletta        | Giri | Tempo     | Griglia | Punti |
| ---- | --- | ------------------ | ------------------------ | ------------------- | ---- | --------- | ------- | ----- |
| 1º   | 4   | Gino Rea           | Step Racing              | Honda CBR600RR      | 15   | 31:21.642 | 4º      | 25    |
| 2º   | 99  | Fabien Foret       | Hannspree Ten Kate Honda | Honda CBR600RR      | 15   | +0.448    | 1º      | 20    |
| 3º   | 7   | Chaz Davies        | Yamaha ParkinGO          | Yamaha YZF R6       | 15   | +0.857    | 7º      | 16    |
| 4º   | 44  | David Salom        | Kawasaki Motocard.com    | Kawasaki ZX-6R      | 15   | +2.375    | 3º      | 13    |
| 5º   | 22  | Roberto Tamburini  | Bike Service R.T.        | Yamaha YZF R6       | 15   | +5.505    | 9º      | 11    |
| 6º   | 11  | Sam Lowes          | Parkalgar Honda          | Honda CBR600RR      | 15   | +6.890    | 6º      | 10    |
| 7º   | 9   | Luca Scassa        | Yamaha ParkinGO          | Yamaha YZF R6       | 15   | +7.721    | 12º     | 9     |
| 8º   | 77  | James Ellison      | Bogdanka PTR Honda       | Honda CBR600RR      | 15   | +15.495   | 13º     | 8     |
| 9º   | 21  | Florian Marino     | Hannspree Ten Kate Honda | Honda CBR600RR      | 15   | +16.665   | 11º     | 7     |
| 10º  | 31  | Vittorio Iannuzzo  | Lorenzini by Leoni       | Kawasaki ZX-6R      | 15   | +26.381   | 15º     | 6     |
| 11º  | 91  | Danilo Dell'Omo    | Suriano Racing           | Triumph Daytona 675 | 15   | +30.985   | 18º     | 5     |
| 12º  | 5   | Alexander Lundh    | Cresto Guide Racing      | Honda CBR600RR      | 15   | +31.735   | 16º     | 4     |
| 13º  | 10  | Imre Tóth          | Hungary Toth             | Honda CBR600RR      | 15   | +33.352   | 21º     | 3     |
| 14º  | 87  | Luca Marconi       | Bike Service R.T.        | Yamaha YZF R6       | 15   | +33.797   | 25º     | 2     |
| 15º  | 55  | Massimo Roccoli    | Lorenzini by Leoni       | Kawasaki ZX-6R      | 15   | +36.251   | 5º      | 1     |
| 16º  | 34  | Ronan Quarmby      | Suriano Racing           | Triumph Daytona 675 | 15   | +49.438   | 23º     |       |
| 17º  | 114 | Roman Stamm        | MACH Racing              | Honda CBR600RR      | 15   | +49.656   | 22º     |       |
| 18º  | 52  | Michele Conti      | KUJA Racing              | Honda CBR600RR      | 15   | +1:02.815 | 27º     |       |
| 19º  | 78  | Konstantin Pisarev | Step Racing              | Honda CBR600RR      | 15   | +1:12.672 | 32º     |       |
| 20º  | 19  | Mitchell Pirotta   | KUJA Racing              | Honda CBR600RR      | 15   | +1:19.529 | 33º     |       |
| 21º  | 45  | Cătălin Cazacu     | PTR Romania Honda        | Honda CBR600RR      | 15   | +1:19.912 | 30º     |       |
| 22º  | 119 | János Chrobák      | Hungary Toth             | Honda CBR600RR      | 15   | +1:27.070 | 26º     |       |
| 23º  | 24  | Eduard Blokhin     | RivaMoto                 | Yamaha YZF R6       | 15   | +1:41.818 | 36º     |       |
| 24º  | 73  | Oleg Pozdneev      | RivaMoto                 | Yamaha YZF R6       | 15   | +1:52.058 | 37º     |       |
| 25º  | 35  | Ferenc Kurucz      | Pro Ride Mol Dynamic     | Yamaha YZF R6       | 15   | +1:57.616 | 35º     |       |

### Ritirati
| Nº  | Pilota           | Squadra                     | Motocicletta        | Giri | Griglia |
| --- | ---------------- | --------------------------- | ------------------- | ---- | ------- |
| 127 | Robbin Harms     | Harms Benjan Racing         | Honda CBR600RR      | 15   | 8º      |
| 69  | Ondřej Ježek     | SMS Racing                  | Honda CBR600RR      | 15   | 14º     |
| 117 | Miguel Praia     | Parkalgar Honda             | Honda CBR600RR      | 14   | 10º     |
| 30  | Valery Yurchenko | RivaMoto                    | Yamaha YZF R6       | 8    | 34º     |
| 32  | Mirko Giansanti  | Puccetti R. Kawasaki Italia | Kawasaki ZX-6R      | 7    | 20º     |
| 28  | Paweł Szkopek    | Bogdanka PTR Honda          | Honda CBR600RR      | 4    | 19º     |
| 25  | Marko Jerman     | MD Team Jerman              | Triumph Daytona 675 | 3    | 28º     |
| 23  | Broc Parkes      | Kawasaki Motocard.com       | Kawasaki ZX-6R      | 2    | 2º      |
| 17  | Patrik Vostárek  | Prorace                     | Honda CBR600RR      | 2    | 17º     |
| 33  | Yves Polzer      | MRC Austria                 | Yamaha YZF R6       | 1    | 29º     |
| 60  | Vladimir Ivanov  | Step Racing                 | Honda CBR600RR      | 0    | 24º     |

### Non partito
| Nº | Pilota         | Squadra                   | Motocicletta  | Griglia |
| -- | -------------- | ------------------------- | ------------- | ------- |
| 74 | Boštjan Skubic | Inotherm R. Team Slovenia | Yamaha YZF R6 | 31º     |

## Superstock
La pole position è stata fatta segnare da Danilo Petrucci in 2:03.617; lo stesso pilota ha effettuato il giro più veloce in gara, in 2:03.267.

### Arrivati al traguardo
| Pos. | Nº  | Pilota                | Squadra                  | Motocicletta    | Giri | Tempo     | Griglia | Punti |
| ---- | --- | --------------------- | ------------------------ | --------------- | ---- | --------- | ------- | ----- |
| 1º   | 20  | Sylvain Barrier       | BMW Motorrad Italia      | BMW S1000 RR    | 12   | 24:54.052 | 3º      | 25    |
| 2º   | 34  | Davide Giugliano      | Althea Racing            | Ducati 1098R    | 12   | +0.070    | 2º      | 20    |
| 3º   | 87  | Lorenzo Zanetti       | BMW Motorrad Italia      | BMW S1000 RR    | 12   | +0.722    | 7º      | 16    |
| 4º   | 21  | Markus Reiterberger   | Garnier Alpha Racing     | BMW S1000 RR    | 12   | +1.257    | 4º      | 13    |
| 5º   | 59  | Niccolò Canepa        | Lazio MotorSport         | Ducati 1098R    | 12   | +13.181   | 6º      | 11    |
| 6º   | 15  | Fabio Massei          | Team Piellemoto          | BMW S1000 RR    | 12   | +13.413   | 8º      | 10    |
| 7º   | 14  | Lorenzo Baroni        | Althea Racing            | Ducati 1098R    | 12   | +17.913   | 5º      | 9     |
| 8º   | 32  | Sheridan Morais       | Lorenzini by Leoni       | Kawasaki ZX-10R | 12   | +19.058   | 9º      | 8     |
| 9º   | 8   | Andrea Antonelli      | Team Lorini              | Honda CBR1000RR | 12   | +19.461   | 10º     | 7     |
| 10º  | 6   | Lorenzo Savadori      | Lorenzini by Leoni       | Kawasaki ZX-10R | 12   | +21.265   | 15º     | 6     |
| 11º  | 55  | Tomáš Svitok          | SK Energy                | Ducati 1098R    | 12   | +22.790   | 19º     | 5     |
| 12º  | 28  | Ferruccio Lamborghini | Ten Kate Junior          | Honda CBR1000RR | 12   | +25.314   | 14º     | 4     |
| 13º  | 5   | Marco Bussolotti      | Pedercini Team           | Kawasaki ZX-10R | 12   | +27.444   | 13º     | 3     |
| 14º  | 86  | Beau Beaton           | Garnier Racing           | BMW S1000 RR    | 12   | +27.512   | 12º     | 2     |
| 15º  | 23  | Luca Verdini          | Goeleven                 | Kawasaki ZX-10R | 12   | +31.448   | 16º     | 1     |
| 16º  | 11  | Jérémy Guarnoni       | MRS Yamaha Racing France | Yamaha YZF R1   | 12   | +31.632   | 23º     |       |
| 17º  | 36  | Leandro Mercado       | Team Pedercini           | Kawasaki ZX-10R | 12   | +31.706   | 17º     |       |
| 18º  | 39  | Randy Pagaud          | Garnier Racing           | BMW S1000 RR    | 12   | +33.487   | 20º     |       |
| 19º  | 71  | Roy ten Napel         | Domburg Racing           | Honda CBR1000RR | 12   | +36.395   | 25º     |       |
| 20º  | 19  | Davide Fanelli        | Lorini Team              | Honda CBR1000RR | 12   | +43.404   | 27º     |       |
| 21º  | 27  | Thomas Caiani         | BWG Racing Kawasaki      | Kawasaki ZX-10R | 12   | +54.719   | 26º     |       |
| 22º  | 120 | Marcin Walkowiak      | Bogdanka PTR Honda       | Honda CBR1000RR | 12   | +54.949   | 28º     |       |
| 23º  | 30  | Bogdan Vrajitoru      | C.S.M. Bucharest         | Yamaha YZF R1   | 12   | +1:35.012 | 29º     |       |

### Ritirati
| Nº | Pilota            | Squadra          | Motocicletta    | Giri | Griglia |
| -- | ----------------- | ---------------- | --------------- | ---- | ------- |
| 40 | Alen Győrfi       | Adrenalin H-Moto | Honda CBR1000RR | 10   | 24º     |
| 16 | Michal Šembera    | Salac Racing     | BMW S1000 RR    | 7    | 22º     |
| 47 | Eddi La Marra     | Team Lorini      | Honda CBR1000RR | 6    | 11º     |
| 9  | Danilo Petrucci   | Barni Racing     | Ducati 1098R    | 5    | 1º      |
| 67 | Bryan Staring     | Team Pedercini   | Kawasaki ZX-10R | 2    | 18º     |
| 93 | Matthieu Lussiana | Team ASPI        | BMW S1000 RR    | 2    | 21º     |

### Non partito
| Nº | Pilota           | Squadra              | Motocicletta |
| -- | ---------------- | -------------------- | ------------ |
| 96 | Jonathan Gallina | Galvin Racing Team96 | BMW S1000 RR |

### Non qualificato
| Nº | Pilota       | Squadra  | Motocicletta    |
| -- | ------------ | -------- | --------------- |
| 83 | Danny Buchan | Goeleven | Kawasaki ZX-10R |